# Karo del Nord
Karo del Nord és un riu de Jharkhand afluent del Koel del Sud, que neix al districte de Lohagarda i corre en direcció nord-oest fins a trobar al riu Koel del Sud en el que desaigua.
Vegeu també: Karo del Sud

## referència
Hunter, Sir William Wilson. The Imperial Gazetteer of India (en anglès).  Londres: Trübner & co., 1885.